# Qatar
Qatar (în arabă: قطر Qatar), oficial Statul Qatar (arabă: دولة قطر, transliterat ca Dawlat Qatar), este un emirat (țară condusă de un emir) situat în Asia de Vest, care ocupă mica peninsulă Qatar de pe coasta de nord-est a peninsulei Arabice. Singura sa frontieră terestră este cu Arabia Saudită, monarhia vecină și parteneră în Consiliului de Cooperare al Golfului, CCG, la sud, restul teritoriului său fiind înconjurat de Golful Persic și golful Bahrain din Golful Persic, care separă Qatarul de Bahrainul din apropiere.
La începutul anului 2017, populația totală a Qatarului era de 2,6 milioane, dintre care numai 313.000 cetățeni qatarezi și 2,3 milioane de muncitori si specialiști străini. Islamul este religia oficială a Qatarului. În ceea ce privește veniturile, este al treilea din lume, ca mărime, (Lista țărilor în funcție de PIB-ul PPC pe cap de locuitor) și al șaselea pe după metoda Atlas. De ONU, Qatar este clasificat ca o țară cu un indice de dezvoltare umană foarte ridicat, având al treilea cel mai mare IDU din lumea arabă după Emiratele Arabe Unite și Arabia Saudită. și, conform Băncii Mondiale, este a treia pe lista țărilor, după rezervele dovedite de gaze naturale și rezerve de petrol.

## Istorie
Qatarul a fost condus de Hamula (Familia) Thani de când Mohammed bin Thani a semnat un tratat cu britanicii în 1868 care i-au recunoascut statutul separat. După stăpânirea Otomană, la începutul secolului al XX-lea, până la obținerea independenței în 1971, Qatarul a devenit Protectorat britanic. În 2003, constituția Qatarului a fost aprobată într-un referendum, cu o majoritate suspect de copleștoare, de aproape 98% în favoarea sa. În secolul XXI, Qatarul apare ca o putere remarcabilă atât prin intermediul grupului său media în expansiune globală, Al Jazeera Media Network, cât și prin sprijinirea financiară a mai multor organizații teroriste. Astăzi, Qatarul este sediul conducerii și principalul susținător financiar al organizației teroriste Hamas. În ceea ce privește dimensiunea sa, Qatarul exercită o influență disproporționată în lume și a fost identificat ca o putere mijlocie.
Campionatul Mondial de Fotbal 2022 a avut loc în Qatar, devenind astfel prima țară musulmană și arabă care a găzduit evenimentul. Jocurile Asiatice din 2030 vor avea loc în Qatar.
Qatarul a fost în trecut controlat de șeicii din Bahrain, dar în 1867, a izbucnit un război între popor și conducătorii lor. Pentru a păstra pacea în Golful Persic, britanicii l-au instalat la conducere pe Muhammad ibn Thani al-Thani, membru a unei familii nobile din Qatar. În 1893, turcii otomani au intrat în Qatar, dar emiratul s-a opus cu succes. În 1916, emirul a fost de acord ca întregul Qatarul să devină un protectorat britanic.
Țițeiul a fost descoperit în Qatar în 1940, aducând bogăție țării în anii '50 și '60. Aproximativ 85% din veniturile Qatarului provin din exporturi de țiței. Locuitorii Qatarului au cele mai mari venituri pe cap de locuitor din lume. În 1971 Qatar a fost la un pas de a deveni parte a Emiratelor Arabe Unite, dar atât Qatar cât și Bahrain s-au împotrivit fuziunii și au format state independente. 
Qatar a permis forțelor internaționale să folosească regiunea ca bază militară în timpul războiului din Golful Persic din 1991. În 1994, Qatar a semnat un pact de apărare cu Statele Unite, devenind al treilea stat din Golf care a făcut acest lucru. 
În iunie 1995, Prințul Hamad bin Khalifa al-Thani l-a detronat pe tatăl său, principalul motiv invocat fiind că regele rămăsese în urmă cu reformele economice ale țării. Noul emir a desființat cenzura presei și a instituit alte reforme liberale, inclusiv alegeri democratice și dreptul la vot al femeilor (1999). 
În Qatar se află sediul televiziunii arabe Al Jazeera, extrem de populară și controversată televiziune prin satelit. 
Qatar a prezentat prima sa constituție la 9 iunie 2005; aceasta garantează libertatea de exprimare, de întrunire și religie și pune bazele unui parlament cu 45 de locuri. Treizeci dintre aceste locuri vor fi ocupate prin alegeri democratice, iar emirul va numi deputații pentru locurile rămase.

## Politică
„Din punct de vedere politic, Qatarul domină regiunea. Are o atitudine politică moderată, deși liderii săi sunt musulmani conservatori... Qatarul este cel mai uimitor exemplu de branding nou al unui loc. A apărut de niciunde, în timpul unei generații. ”

## Diviziuni administrative

Municipalitățile Qatarului din 2014

- Din 2014, Qatarul a fost împărțit în opt municipalități (arabă: baladiyah).[25]

1. Al Shamal
2. Al Khor
3. Al-Shahaniya
4. Umm Salal
5. Al Daayen
6. Doha
7. Al Rayyan
8. Al Wakrah

În scopuri statistice, municipalitățile sunt în continuare subdivizate în 98 de zone (începând cu 2015), care sunt la rândul lor subdivizate în blocuri.

### Foste municipalități
- Al Jemailiya (până în 2004)[28]
- Al Ghuwariyah (până în 2004)[28]
- Jariyan al Batnah (până în 2004)[28]
- Mesaieed (Umm Sa'id) (până în 2006)[29]

## Geografie
Peninsula Qatareză reliefează 160 kilometri (100 mi) în Golful Persic, la nord de Arabia Saudită. Se află între latitudinile 24° și 27° N, și longitudinile 50° și 52° E. Cea mai mare parte a țării este formată dintr-o câmpie joasă, sterpă, acoperită cu nisip. La sud-est se află Khawr al Udayd („Marea interioară”), o zonă de dune de nisip rulante care înconjoară un grau din Golful Persic. Există ierni blânde și veri foarte calde și umede.
Cel mai înalt punct din Qatar este Qurayn Abu al Bawl la 103 metri (338 ft) în Jebel Dukhan spre vest, o gamă de aflorimente scăzute de calcar care se desfășoară de la nord la sud de Zikrit prin Umm Bab până la granița de sud. Zona Jebel Dukhan conține, de asemenea, principalele zăcăminte de petrol din Qatar, în timp ce câmpurile de gaze naturale se află în larg, în nord-vestul peninsulei.

### Biodiversitate și mediu
Qatar a semnat Convenția de la Rio privind diversitatea biologică la 11 iunie 1992 și a devenit parte la convenție la 21 august 1996. Ulterior, a elaborat o strategie națională și un plan de acțiune pentru biodiversitate, care a fost primit de convenție la 18 mai 2005. Un total de 142 de specii fungice au fost înregistrate din Qatar. O carte produsă recent de Ministerul Mediului documentează șopârlele cunoscute sau despre care se crede că apar în Qatar, pe baza sondajelor efectuate de o echipă internațională de oameni de știință și alți colaboratori.
Potrivit bazei de date privind emisiile pentru cercetarea atmosferică globală, emisiile de dioxid de carbon pe persoană sunt în medie de peste 30 de tone, una dintre cele mai mari din lume. Qatarezii sunt, de asemenea, unii dintre cei mai mari consumatori de apă pe cap de locuitor pe zi, consumând aproximativ 400 de litri.
În 2008, Qatar și-a lansat Viziunea Națională 2030, care evidențiază dezvoltarea mediului ca unul dintre cele patru obiective principale pentru Qatar în următoarele două decenii. Viziunea Națională se angajează să dezvolte alternative durabile la energia pe bază de petrol pentru a păstra mediul local și global.

### Clima
Clima subtropicală secetoasă nu permite prea multe culturi, în afară de cele existente în oazele situate de-a lungul coastei. În oaze se cultivă curmali.
| Date climatice pentru Qatar | Date climatice pentru Qatar | Date climatice pentru Qatar | Date climatice pentru Qatar | Date climatice pentru Qatar | Date climatice pentru Qatar | Date climatice pentru Qatar | Date climatice pentru Qatar | Date climatice pentru Qatar | Date climatice pentru Qatar | Date climatice pentru Qatar | Date climatice pentru Qatar | Date climatice pentru Qatar | Date climatice pentru Qatar |
| Luna                        | Ian                         | Feb                         | Mar                         | Apr                         | Mai                         | Iun                         | Iul                         | Aug                         | Sep                         | Oct                         | Nov                         | Dec                         | Anual                       |
| --------------------------- | --------------------------- | --------------------------- | --------------------------- | --------------------------- | --------------------------- | --------------------------- | --------------------------- | --------------------------- | --------------------------- | --------------------------- | --------------------------- | --------------------------- | --------------------------- |
| Maxima medie °C (°F)        | 22 (72)                     | 23 (73)                     | 23 (73)                     | 32 (90)                     | 38 (100)                    | 39 (102)                    | 41 (106)                    | 45 (113)                    | 40 (104)                    | 35 (95)                     | 29 (84)                     | 24 (75)                     | 32,6 (90,6)                 |
| Minima medie °C (°F)        | 09 (48)                     | 13 (55)                     | 17 (63)                     | 21 (70)                     | 25 (77)                     | 27 (81)                     | 29 (84)                     | 29 (84)                     | 26 (79)                     | 23 (73)                     | 19 (66)                     | 15 (59)                     | 21,1 (69,9)                 |
| Precipitații mm (inches)    | 12,7                        | 17,8                        | 15,2                        | 7,6                         | 2,5                         | 0 (0)                       | 0 (0)                       | 0 (0)                       | 0 (0)                       | 0 (0)                       | 2,5                         | 12,7                        |                             |
| Sursă: weather.com          |                             |                             |                             |                             |                             |                             |                             |                             |                             |                             |                             |                             |                             |

## Economie
De la descoperirea marilor resurse de țiței în 1940, și, îndeosebi după 1950, economia Qatarului s-a bazat, preponderent, pe extracția și exportul acestei resurse apoi, Qatarul a început să exploateze însemnatele rezervele de gaze naturale, precum și sa promoveze investiții în sectoare nonpetroliere ale economiei. Deși un stat deosebit de mic, resursele de gaze naturale situează Qatarul pe locul trei în lume, după Rusia și Iran.

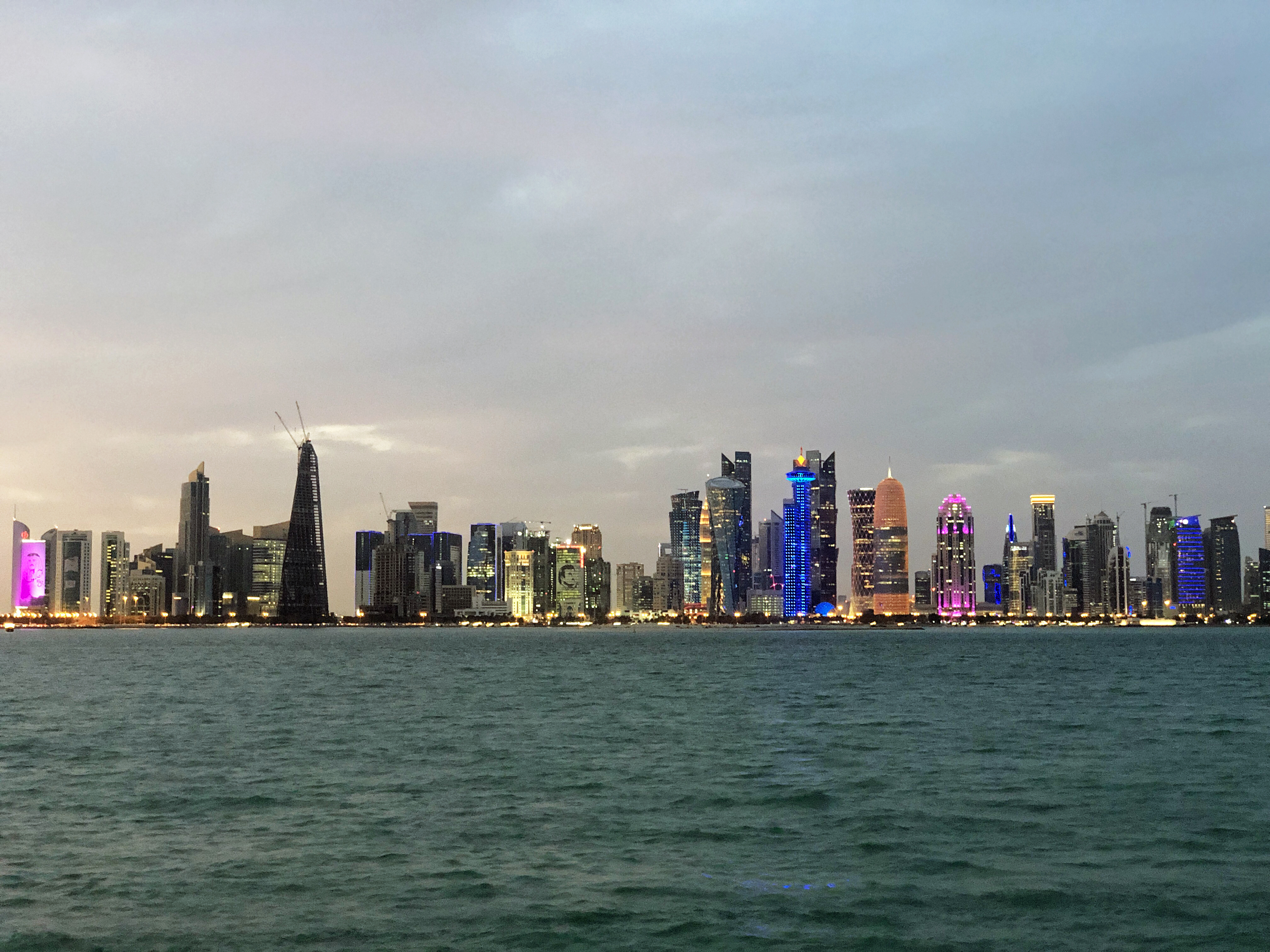
Doha

Uriașul rezervor de gaze neasociate din nord continuă să atragă investitori majori din țările dezvoltate. Câmpul de gaze "Nord" al Qatarului a fost descoperit în 1971 și se constituie în cel mai mare rezervor de gaze naturale neasociate din lume; rezervele descoperite sunt apreciate la aproximativ 164 miliarde barili de țiței ceea ce reprezinta 20% din totalul mondial și exprimă suficiența de producție în domeniu pe un termen de 200 de ani. Câmpul de Nord acoperă o suprafață de 6000 kmp care se subscrie, în cea mai mare parte, apelor teritoriale ale Statului Qatar.
Qatarul a înregistrat constant în ultimii ani unul din cele mai inalte ritmuri de dezvoltare din lume, acesta atingând, în 2007, 26,1%. Creșterea rapidă a economiei, raportată la o populație de circa 180.000 qatarezi a făcut ca Statul Qatar sa aibă unul din cele mai mari venituri pe cap de locuitor in lume. În 2013, conform CIA World Factbook, Qatarul era pe locul 9 în lume printre țări după nivelul PIB per cap de locuitor, și aproximativ 14% din familii erau milionare. În iunie 2013 rata șomajului în Qatar era de 0,1%.

#### Călătorii de afaceri și munca în Qatar
Cetățenii români nu pot intra pe teritoriul Statului Qatar în baza unui pașaport temporar, deoarece autoritățile qatareze nu-l recunosc ca document de călătorie.
Viza de intrare (permisul de muncă) pentru persoanele din România angajate cu contract de muncă în Qatar se obține, în prealabil, de angajatorul qatarez, pe baza documentelor solicitate de la viitorul angajat român (curriculum vitae, copie a pașaportului românesc, certificat de cazier judiciar, certificat medical) și, traduse oficial în limba engleză
Activitatea lucrativă pentru străini este reglementată de Legea muncii, angajatul fiind obligat să respecte cu strictețe condițiile contractuale.
Părăsirea țării de către angajatul străin sau schimbarea locului de munca în Qatar se pot face numai cu acordul scris al angajatorului.

#### Turism
Cea mai importantă atracție a Qatarului este “Insula Perla” la care se poate ajunge în doar cinci minute cu barca. Marginită de plaje cu nisip fin, insula este o oază de liniște. Turiștii și localnicii inchiriază bărci tradiționale sau se relaxează la soare, în cafenele pe malul mării sau în restaurante cu specific marin.

## Demografie
| An                    | Populație   |
| --------------------- | ----------- |
| 1908                  | cca. 22.000 |
| 1939                  | cca. 28.000 |
| sfârșitul anilor 1960 | 70.000      |
| 1986                  | 369.079     |
| 1997                  | 522.023     |
| 2000                  | 744.483     |
| 2001                  | 769.152     |
| 2002                  | 793.341     |
| 2003                  | 817.052     |
| 2004                  | 840.290     |
| 2005                  | 863.051     |
| 2006                  | 885.359     |
| 2007                  | 1.207.229   |
| 2008                  | 1.524.789.  |
| 2009                  | 1.309.000   |
| 2010                  | 1.696.563   |
| 2011                  | 1.692.262   |

Populația Qatarului, în anul 2010, era de 1.853.563 locuitori, deci o populație destul de mare în comparație cu suprafața acestuia (11.437 km pătrați).
Capitala țării, Doha, avea o populație de 998.651 locuitori în anul 2008,.
Componență etnică: 
- arabi 40%;
- indieni 20%;
- nepalezi 13%;
- filipinezi 10%;
- pakistanezi 7%;
- srilankezi 5%;
- alții 5%.

Culte religioase: musulman, hinduism (minoritate).